# Romantikbühne am Schlossturm
Die Romantikbühne am Schlossturm in Bad Berneck befindet sich am Fuße des Alten Schlosses mit seinem Schlossturm. Mehrere Durchlässe (Schlupftor, gotisches Tor) sowie ein großes Burgtor verbinden den Bühnenraum mit dem dahinterliegenden Burgberg. Verschiedene Felsenpfade, die bis zu dem etwa 25 Höhenmeter über der Bühne liegenden Burgzwinger führen, erlauben eine Einbeziehung der Burgruine in das Spielgeschehen. Die historisierende Gestaltung der Anfang des 20. Jahrhunderts erbauten Anlage bewirkte, dass die Bühnenanlage in der Fachliteratur zeitweise fälschlicherweise als bauzeitlicher Bestand der Burg angesehen wurde.
Der Unterbau der Bühne – wie die ganze Anlage analog zum Alten Schloss aus Diabas-Sandsteinquadern gebaut – liegt im ehemaligen Halsgraben der Burg. Er trennt den Bühnenraum von der ca. 200 Plätze umfassenden Tribüne und wurde zeitweise als Orchestergraben genutzt.

Das Arabisch-Jüdische Orchester auf der Romantikbühne

## Geschichte
1905 hielt der Nürnberger Franz Dittmar, ein Autor von Volks- und Historienstücken, in Berneck einen Vortrag über die Geschichte der Stadt und ihrer Burgen und regte an, diese als Heimatstück auf einer Freilichtbühne aufzuführen. Die Stadt ging auf diesen Vorschlag ein und errichtete auf dem Schlossberg die hierfür benötigte Bühne, vorerst noch ohne Unterbau und mit einer Holzkulisse. Bereits 1906 fand die erste Aufführung des von Dittmar geschriebenen und von dem Seminarlehrer Dr. Schmidt aus Bayreuth vertonten Stückes Die Wallenrode von Berneck mit großem Zuschauerzuspruch statt. Damit gehört die Romantikbühne zu den ältesten Freilichtbühnen Deutschlands.
Bis zu der kriegsbedingten Unterbrechung 1914 wurde das Stück regelmäßig aufgeführt, 1925/26 wurde die Bespielung durch einen Festspielverein wieder aufgenommen. Dieser errichtete die Kulisse in der heutigen gemauerten Form und erstellte den Unterbau der Bühne, der den Bühnenraum vergrößerte. 1937 und 1938 wurde die Bühne von Ensemble der Luisenburg-Festspiele in Wunsiedel bespielt. Danach wurde die Bühne auch aufgrund des Krieges unregelmäßig bespielt. In den 1990er Jahren wurde die verwahrloste Bühne durch das Freie Theater Bayreuth unter Leitung von Adolf Brunner mit Hilfe der Stadt wieder hergerichtet und bespielt. Ab 2009 wurde die Bühne durch den Fränkische Theatersommer unter Leitung von Jan Burdinski bespielt. Zuletzt wurde 2010 das Stück Über allem Zauber Liebe von Pedro Calderón de la Barca  aufgeführt.
2011 wurde die Bühne aufgrund ihrer Baufälligkeit gesperrt und modernisiert. Nach dieser Unterbrechung wird die Bühne seit 2018 von Gittels Fränkischer Bühne bespielt. Neben Theater finden hier nun auch Musikveranstaltungen statt. Die Bühne kann auch durch andere Theater- oder Musikgruppen genutzt werden. Verwaltet wird die Bühne durch die Tourist-Information Bad Berneck.

Blick in den Zuschauerraum

## Bühnenstücke mit direktem oder indirektem Bezug zur Bühne
Das Bühnenstück Wallenrode von Berneck wurde eigens für diese Naturbühne geschrieben und oft dort aufgeführt. Die letzte Aufführung fand 2008 statt.
Auch Engelbert Humperdincks Hänsel und Gretel wurde vom Freien Theater Bayreuth auf dieser Bühne inszeniert. Humperdincks Enkelin, die bei dieser Aufführung anwesend war, bestätigte die örtliche Legende, dass sich der Komponist bei einem Besuch in Bad Berneck in den örtlichen Wäldern verirrte und dadurch die Anregung für dieses Stück erhielt.
Ludwig Tieck erhielt die Anregung für das Stück Karl von Berneck, das direkt auf der Burg spielt, bei einem Besuch der Stadt. Dieses Stück, obwohl am Originalschauplatz inszenierbar, wurde dort bislang leider noch nicht aufgeführt.